# Kazakistan ai XXIII Giochi olimpici invernali
Il Kazakistan ha partecipato ai XXIII Giochi olimpici invernali, che si sono svolti dal 9 al 28 febbraio 2018 a PyeongChang in Corea del Sud, con una delegazione composta da 46 atleti. Il portabandiera è stato il pattinatore di short track Abzal Azhgaliyev.

## Medaglie
| Riepilogo quotidiano | Riepilogo quotidiano | Riepilogo quotidiano | Riepilogo quotidiano | Riepilogo quotidiano | Riepilogo quotidiano |
| -------------------- | -------------------- | -------------------- | -------------------- | -------------------- | -------------------- |
| Giorno               | Data                 |                      |                      |                      | Totale               |
| 1º                   | 10                   | 0                    | 0                    | 0                    | 0                    |
| 2º                   | 11                   | 0                    | 0                    | 1                    | 1                    |
| 3º                   | 12                   | 0                    | 0                    | 0                    | 0                    |
| 4º                   | 13                   | 0                    | 0                    | 0                    | 0                    |
| 5º                   | 14                   | 0                    | 0                    | 0                    | 0                    |
| 6º                   | 15                   | 0                    | 0                    | 0                    | 0                    |
| 7º                   | 16                   | 0                    | 0                    | 0                    | 0                    |
| 8º                   | 17                   | 0                    | 0                    | 0                    | 0                    |
| 9º                   | 18                   | 0                    | 0                    | 0                    | 0                    |
| 10º                  | 19                   | 0                    | 0                    | 0                    | 0                    |
| 11º                  | 20                   | 0                    | 0                    | 0                    | 0                    |
| 12º                  | 21                   | 0                    | 0                    | 0                    | 0                    |
| 13º                  | 22                   | 0                    | 0                    | 0                    | 0                    |
| 14º                  | 23                   | 0                    | 0                    | 0                    | 0                    |
| 15º                  | 24                   | 0                    | 0                    | 0                    | 0                    |
| 16º                  | 25                   | 0                    | 0                    | 0                    | 0                    |
| Totale               | Totale               | 0                    | 0                    | 1                    | 1                    |

### Medagliere per discipline
| Sport     | Oro | Argento | Bronzo | Totale |
| --------- | --- | ------- | ------ | ------ |
| Freestyle | 0   | 0       | 1      | 1      |
| Totale    | 0   | 0       | 1      | 1      |

### Medaglie di bronzo
| Medaglia | Nome            | Sport     | Evento          |
| -------- | --------------- | --------- | --------------- |
| Bronzo   | Julija Galyševa | Freestyle | Gobbe femminile |

## Biathlon

### Maschile
Il Kazakistan ha diritto a schierare 5 atleti in seguito ad aver terminato tra la sesta e la ventesima posizione del ranking maschile per nazioni della Coppa del Mondo di biathlon 2017.
| Gara                 | Atleta                                                          | Penalità    | Tempo d'arrivo | Posizione |
| -------------------- | --------------------------------------------------------------- | ----------- | -------------- | --------- |
| 10 km sprint         | Roman Erëmin                                                    | 2 (1+1)     | 25'21"9        | 43º       |
| 10 km sprint         | Maksim Braun                                                    | 4 (3+1)     | 27'46"7        | 85º       |
| 10 km sprint         | Vassilij Podkorytov                                             | 1 (1+0)     | 26'34"7        | 80º       |
| 10 km sprint         | Vladislav Vitenko                                               | 4 (2+2)     | 26'32"7        | 79º       |
| 12,5 km inseguimento | Roman Erëmin                                                    | 8 (2+1+2+3) | 38'51.1        | 52º       |
| 20 km individuale    | Maksim Braun                                                    | 2 (1+0+1+0) | 53'50"7        | 61º       |
| 20 km individuale    | Timur Chamitgatin                                               | 2 (0+2+0+0) | 54'52"7        | 72º       |
| 20 km individuale    | Vassilij Podkorytov                                             | 2 (1+0+1+0) | 53'52"5        | 62º       |
| 20 km individuale    | Vladislav Vitenko                                               | 7 (2+2+1+2) | 57'11"3        | 83º       |
| Staffetta 4x7,5 km   | Maksim Braun Vassilij Podkorytov Vladislav Vitenko Roman Erëmin | 10 (2+10)   | LAP            | 17ª       |

### Femminile
Il Kazakistan ha diritto a schierare 5 atlete in seguito ad aver terminato tra la sesta e la ventesima posizione del ranking femminile per nazioni della Coppa del Mondo di biathlon 2017.
| Gara               | Atleta                                                            | Penalità    | Tempo d'arrivo | Posizione |
| ------------------ | ----------------------------------------------------------------- | ----------- | -------------- | --------- |
| 7,5 km sprint      | Dar'ja Klimina                                                    | 3 (2+1)     | 23'47"7        | 58ª       |
| 7,5 km sprint      | Alina Rajkova                                                     | 3 (0+3)     | 24'33"8        | 71ª       |
| 7,5 km sprint      | Ol'ga Poltoranina                                                 | 2 (0+2)     | 23'59"6        | 63ª       |
| 7,5 km sprint      | Galina Višnevskaja                                                | 2(2+0)      | 22'52"2        | 30ª       |
| 10 km inseguimento | Dar'ja Klimina                                                    | 8 (1+1+3+3) | 38'39"1        | 57ª       |
| 10 km inseguimento | Galina Višnevskaja                                                | 1 (0+0+1+0) | 33'05"9        | 20ª       |
| 15 km individuale  | Dar'ja Klimina                                                    | 3 (2+0+1+0) | 46'44"4        | 51ª       |
| 15 km individuale  | Alina Rajkova                                                     | 3 (0+1+0+2) | 46'37"4        | 47ª       |
| 15 km individuale  | Ol'ga Poltoranina                                                 | 2 (0+0+1+1) | 46'36"5        | 46ª       |
| 15 km individuale  | Galina Višnevskaja                                                | 3 (0+2+1+0) | 46'23"4        | 45ª       |
| Staffetta 4x6 km   | Galina Višnevskaja Dar'ja Klimina Alina Rajkova Ol'ga Poltoranina | 10 (1+9)    | 1h14'18"0      | 14ª       |

### Gare miste
| Gara                        | Atleti                                                     | Penalità | Tempo d'arrivo | Posizione |
| --------------------------- | ---------------------------------------------------------- | -------- | -------------- | --------- |
| Staffetta 2x6 km + 2x7,5 km | Galina Višnevskaja Alina Rajkova Roman Erëmin Maksim Braun | 10 (7+3) | 1h14'13"7      | 18ª       |

## Pattinaggio di figura
Il Kazakistan ha qualificato nel pattinaggio di figura tre atleti, un uomo e due donne, in seguito ai Campionati mondiali di pattinaggio di figura 2017.
| Gara      | Atleta                | Programma corto | Programma corto | Programma libero | Programma libero | Totale | Totale    |
| Gara      | Atleta                | Punti           | Posizione       | Punti            | Posizione        | Punti  | Posizione |
| --------- | --------------------- | --------------- | --------------- | ---------------- | ---------------- | ------ | --------- |
| Maschile  | Denïs Ten             |                 |                 |                  |                  |        |           |
| Femminile | Elizabet Tursynbayeva |                 |                 |                  |                  |        |           |
| Femminile | Quota non assegnata   |                 |                 |                  |                  |        |           |

## Pattinaggio di velocità
| Gara   | Atleta           | Tempo 1 | Tempo 2 | Totale  | Posizione |
| ------ | ---------------- | ------- | ------- | ------- | --------- |
| 500 m  | Ekaterina Ajdova |         |         |         |           |
| Gara   | Atleta           | Tempo   | Tempo   | Tempo   | Posizione |
| 1000 m | Ekaterina Ajdova | 1'17"09 | 1'17"09 | 1'17"09 | 24ª       |
| 1500 m | Ekaterina Ajdova | 1'59"05 | 1'59"05 | 1'59"05 | 18ª       |

| Gara   | Atleta           | Tempo 1 | Tempo 2 | Totale  | Posizione |
| ------ | ---------------- | ------- | ------- | ------- | --------- |
| 500 m  | Roman Kreč       |         |         |         |           |
| 500 m  | Artëm Krikunov   |         |         |         |           |
| 500 m  | Fëdor Mezencev   |         |         |         |           |
| 500 m  | Stanislav Palkin |         |         |         |           |
| Gara   | Atleta           | Tempo   | Tempo   | Tempo   | Posizione |
| 1000 m | Roman Kreč       |         |         |         |           |
| 1000 m | Denis Kuzin      |         |         |         |           |
| 1000 m | Fëdor Mezencev   |         |         |         |           |
| 1000 m | Stanislav Palkin |         |         |         |           |
| 1500 m | Denis Kuzin      | 1'49"14 | 1'49"14 | 1'49"14 | 30º       |
| 1500 m | Fëdor Mezencev   | 1'48"23 | 1'48"23 | 1'48"23 | 28º       |

## Salto con gli sci
Il Kazakistan ha qualificato nel salto con gli sci un solo atleta, un uomo.

### Uomini
| Gara               | Atleta          | Qualificazioni | Qualificazioni | Qualificazioni | Finale          | Finale          | Finale          | Finale          | Finale          | Finale          | Finale          | Finale          |
| Gara               | Atleta          | Qualificazioni | Qualificazioni | Qualificazioni | Primo salto     | Primo salto     | Primo salto     | Secondo salto   | Secondo salto   | Secondo salto   | Punti totali    | Posizione       |
| Gara               | Atleta          | Lunghezza      | Punti          | Pos.           | Lunghezza       | Punti           | Pos.            | Lunghezza       | Punti           | Pos.            | Punti totali    | Posizione       |
| ------------------ | --------------- | -------------- | -------------- | -------------- | --------------- | --------------- | --------------- | --------------- | --------------- | --------------- | --------------- | --------------- |
| Trampolino normale | Sergej Tkačenko | 84,0 m         | 83,7           | 51º            | non qualificato | non qualificato | non qualificato | non qualificato | non qualificato | non qualificato | non qualificato | non qualificato |
| Trampolino lungo   | Sergej Tkačenko | 111,0 m        | 70,9           | 47º Q          | 107,5 m         | 73,5            | 49º             | non qualificato | non qualificato | non qualificato | non qualificato | non qualificato |

## Short track
Il Kazakistan ha qualificato nello short track cinque atleti, tre uomini e due donne.

### Uomini
| Gara   | Atleta              | Batterie | Batterie  | Quarti di finale | Quarti di finale | Semifinali | Semifinali | Finale | Finale    |
| Gara   | Atleta              | Tempo    | Posizione | Tempo            | Posizione        | Tempo      | Posizione  | Tempo  | Posizione |
| ------ | ------------------- | -------- | --------- | ---------------- | ---------------- | ---------- | ---------- | ------ | --------- |
| 500 m  | Quota non assegnata |          |           |                  |                  |            |            |        |           |
| 1000 m | Quota non assegnata |          |           |                  |                  |            |            |        |           |
| 1500 m | Quota non assegnata |          |           |                  |                  |            |            |        |           |
| 500 m  | Quota non assegnata |          |           |                  |                  |            |            |        |           |
| 500 m  | Quota non assegnata |          |           |                  |                  |            |            |        |           |

### Donne
| Gara   | Atleta              | Batterie | Batterie  | Quarti di finale | Quarti di finale | Semifinali | Semifinali | Finale | Finale    |
| Gara   | Atleta              | Tempo    | Posizione | Tempo            | Posizione        | Tempo      | Posizione  | Tempo  | Posizione |
| ------ | ------------------- | -------- | --------- | ---------------- | ---------------- | ---------- | ---------- | ------ | --------- |
| 500 m  | Quota non assegnata |          |           |                  |                  |            |            |        |           |
| 1500 m | Quota non assegnata |          |           |                  |                  |            |            |        |           |
| 500 m  | Quota non assegnata |          |           |                  |                  |            |            |        |           |
| 1000 m | Quota non assegnata |          |           |                  |                  |            |            |        |           |
| 1500 m | Quota non assegnata |          |           |                  |                  |            |            |        |           |

## Sci freestyle
Il Kazakistan ha qualificato nello sci nove atleti, sei donne e tre uomini.

### Gobbe
| Atleta           | Evento    | Qualificazione | Qualificazione | Qualificazione | Qualificazione | Qualificazione | Qualificazione | Qualificazione | Qualificazione | Finale | Finale | Finale | Finale    | Finale | Finale | Finale | Finale    | Finale | Finale | Finale | Finale    |
| Atleta           | Evento    | Run 1          | Run 1          | Run 1          | Run 1          | Run 2          | Run 2          | Run 2          | Run 2          | Run 1  | Run 1  | Run 1  | Run 1     | Run 2  | Run 2  | Run 2  | Run 2     | Run 3  | Run 3  | Run 3  | Run 3     |
| Atleta           | Evento    | Tempo          | Punti          | Totale         | Posizione      | Tempo          | Punti          | Totale         | Posizione      | Tempo  | Punti  | Totale | Posizione | Tempo  | Punti  | Totale | Posizione | Tempo  | Punti  | Totale | Posizione |
| ---------------- | --------- | -------------- | -------------- | -------------- | -------------- | -------------- | -------------- | -------------- | -------------- | ------ | ------ | ------ | --------- | ------ | ------ | ------ | --------- | ------ | ------ | ------ | --------- |
| Pavel Kolmarov   | Maschile. |                |                |                |                |                |                |                |                |        |        |        |           |        |        |        |           |        |        |        |           |
| Dmitriy Reikherd | Maschile. |                |                |                |                |                |                |                |                |        |        |        |           |        |        |        |           |        |        |        |           |
| Ayaulum Amrenova | Femminile | 35"15          | 44.39          | 52.78          | 26º            |                |                |                |                |        |        |        |           |        |        |        |           |        |        |        |           |
| Julija Galyševa  | Femminile | 30"51          | 62.79          | 76.36          | 7º Q           | N.D.           | N.D.           | N.D.           | N.D.           |        |        |        |           |        |        |        |           |        |        |        |           |

## Slittino
Il Kazakistan non aveva qualificato atleti nello slittino. Tuttavia parteciperà alla gara del singolo maschile in quanto la Slovenia, nonostante avesse ottenuto due posti, ha deciso di portare in gara un solo atleta e quindi il Kazakitan ha ottenuto il posto resosi vacante.
| Gara             | Atleta           | 1ª manche | 2ª manche | 3ª manche | 4ª manche       | Totale   | Posizione |
| ---------------- | ---------------- | --------- | --------- | --------- | --------------- | -------- | --------- |
| Singolo maschile | Nikita Kopyrenko | 50"147    | 50"327    | 48"244    | non qualificato | 2'29"718 | 36º       |